# Fátima (kommun i Brasilien, Bahia)
Fátima är en kommun i Brasilien.   Den ligger i delstaten Bahia, i den östra delen av landet, 1 200 km nordost om huvudstaden Brasília. Antalet invånare är 17 652.
Omgivningarna runt Fátima är en mosaik av jordbruksmark och naturlig växtlighet. Runt Fátima är det ganska glesbefolkat, med 43 invånare per kvadratkilometer.